# One Africa Television
Der Fernsehsender One Africa Television (kurz One Africa) ist der erste und einzige kommerziell betriebene Privatfernsehsender in Namibia. 2005 von privaten Investoren gegründet, ist One Africa heute ein Unternehmen der Telkom Media aus Südafrika und zweier namibischer Investorengruppen.
One Africa sendet ein Vollprogramm aus internationalen und lokal produzierten Shows, Nachrichten und Kulturprogrammen. Zudem besteht ab 1. November 2009 eine Kooperation mit dem südafrikanischen Sender e-TV über unter anderem die Lieferung von Sendungen.
Ende 2016 musste One Africa ein Drittel seiner Arbeitskräfte aufgrund der wirtschaftlichen Lage in Namibia entlassen.

## Abdeckung und Technik
Ursprünglich konnte One Africa nur in Windhoek, Rehoboth und Okahandja empfangen werden. Seit 2007 ist der Empfang jedoch in weiteren Landesteilen (u. a. Outjo, Keetmanshoop) realisiert worden. 2009 erreichte One Africa täglich etwa 500.000 Zuschauer in allen größeren Orten und Städte in Namibia. Der Empfang ist sowohl per Satellit als auch durch 29 Sendeanlagen auf terrestrischem Wege möglich.